# Аркос, Родриго Понсе де Леон
Родриго Понсе де Леон-и-Суарес де Фигероа (исп. Rodrigo Ponce de León y Suarez de Figueroa; ок. 1545 — февраль 1630, Марчена), й-й герцог де Аркос, гранд Испании — испанский военный деятель.

## Биография
Сын Луиса Кристобаля Понсе де Леона, 2-го герцога де Аркос, и Марии де Толедо.
5-й маркиз де Сахара, 3-й граф де Касарес, 4-й граф де Байлен, сеньор де Марчена и де Вильягарсия-де-ла-Торре.
В 1573 году наследовал обширные андалузские владения отца.
Состоял в ополчении. Был назначен генерал-капитаном побережья Андалусии. Участвовал в завоевании Португалии и обороне Кадиса от англичан в 1587 году.
В 1611 году был пожалован Филиппом III в рыцари ордена Золотого руна. Орденскую цепь получил из рук герцога де Бехара.

## Семья
Жена (1570): Тереса де Суньига Сотомайор, дочь Франсиско де Суньиги-и-Сотомайора, 4-го герцога де Бехар, и Гийомар де Мендосы-и-Арагон
Дети:
- Мария Понсе де Леон (1572—1618). Муж: Антонио Альфонсо Пиментель Киньонес (ум. 1633), герцог Беневенте
- Луис Понсе де Леон (8 июня 1573 — 25 августа 1605), маркиз де Сахара. Жена: Витория Альварес де Толедо Мендоса, дочь Педро Альвареса де Толедо Колонна, маркиза Вильяфранка дель Бьерсо, и Эльвиры Мендосы